# بيليون (كارولاينا الجنوبية)
بيليون (بالإنجليزية: Pelion, South Carolina)‏ هي بلدة أمريكية تقع في الولايات المتحدة في مقاطعة ليكسينغتون (كارولاينا الجنوبية). يقدر عدد سكانها بـ 553 نسمة ومساحتها 9.2 كم2 وترتفع عن سطح البحر 118 متر.

## التركيبة السكانية
حدّد مكتب تعداد الولايات المتحدة بيانات التركيبة السكانية لبيليون في تعداد الولايات المتحدة. في ما يلي، التركيبة السكانية حسب تعدادي 2000 و2010.

### تعداد عام 2000
بلغ عدد سكان بيليون 553 نسمة بحسب تعداد عام 2000، وبلغ عدد الأسر 192 أسرة وعدد العائلات 147 عائلة مقيمة في البلدة. في حين سجلت الكثافة السكانية 56.6 نسمة لكل كيلومتر مربع (146.6/ميل2). وبلغ عدد الوحدات السكنية 211 وحدة بمتوسط كثافة قدره 21.6 لكل كيلومتر مربع (55.9/ميل2).
وتوزع التركيب العرقي للبلدة بنسبة 96.75% من البيض و0.72% من الأمريكيين الأفارقة و0.18% من الأمريكيين الأصليين و0.90% من الأمريكيين ذوي الأصول الآسيوية و0.54% من الأعراق الأخرى و0.90% من عرقين مختلطين أو أكثر و2.17% من الهسبانيون أو اللاتينيون من أي عرق.
بلغ عدد الأسر 192 أسرة كانت نسبة 44.8% منها لديها أطفال تحت سن الثامنة عشر تعيش معهم، وبلغت نسبة الأزواج القاطنين مع بعضهم البعض 66.1% من أصل المجموع الكلي للأسر، ونسبة 7.8% من الأسر كان لديها معيلات من الإناث دون وجود شريك، بينما كانت نسبة 2.6% من الأسر لديها معيلون من الذكور دون وجود شريكة وكانت نسبة 23.4% من غير العائلات. تألفت نسبة 20.3% من أصل جميع الأسر من عدة أفراد يعيشون في نفس المنزل ونسبة 9.4% كانت تتألف من شخص يعيش بمفرده يبلغ من العمر 65 عاماً أو أكثر. وبلغ متوسط حجم الأسرة المعيشية 2.69، أما متوسط حجم العائلات فبلغ 3.14.
بلغ العمر الوسطي للسكان 34.9 عاماً. وكانت نسبة 27.5% من القاطنين تحت سن الثامنة عشر، وكانت نسبة 8.3% بين الثامنة عشر والرابعة والعشرين عاماً، ونسبة 28.4% كانت واقعةً في الفئة العمرية ما بين الخامسة والعشرين والرابعة والأربعين عاماً، ونسبة 20.4% كانت ما بين الخامسة والأربعين والرابعة والستين، ونسبة 8.9% كانت ضمن فئة الخامسة والستين عاماً فما فوق. يوجد لكل 100 أنثى 91.5 ذكر، ويوجد لكل 100 أنثى في الثامنة عشر من عمرها فما فوق 90.1 ذكر.
بلغ متوسط دخل الأسرة في البلدة 42,222 دولارًا، أما متوسط دخل العائلة فبلغ 47,917 دولارًا. وكان متوسط دخل الذكور 31,696 دولارًا مقابل 25,769 دولارًا للإناث. وسجل دخل الفرد الخاص بالبلدة 14,838 دولارًا. وكانت نسبة 6.1% من العائلات ونسبة 12.1% من السكان تحت خط الفقر، وكان من هؤلاء نسبة 7.9% تحت سن الثامنة عشر ونسبة 17.5% في الخامسة والستين من العمر وما فوق.

### تعداد عام 2010
بلغ عدد سكان بيليون 674 نسمة بحسب تعداد عام 2010، وبلغ عدد الأسر 219 أسرة وعدد العائلات 169 عائلة مقيمة في البلدة. في حين سجلت الكثافة السكانية 69 نسمة لكل كيلومتر مربع (178.7/ميل2). وبلغ عدد الوحدات السكنية 239 وحدة بمتوسط كثافة قدره 24.5 لكل كيلومتر مربع (63.5/ميل2).
وتوزع التركيب العرقي للبلدة بنسبة 93.18% من البيض و1.48% من الأمريكيين الأفارقة و0.74% من الأمريكيين ذوي الأصول الآسيوية و3.41% من الأعراق الأخرى و1.19% من عرقين مختلطين أو أكثر و5.64% من الهسبانيون أو اللاتينيون من أي عرق.
بلغ عدد الأسر 219 أسرة كانت نسبة 44.7% منها لديها أطفال تحت سن الثامنة عشر تعيش معهم، وبلغت نسبة الأزواج القاطنين مع بعضهم البعض 58.9% من أصل المجموع الكلي للأسر، ونسبة 12.8% من الأسر كان لديها معيلات من الإناث دون وجود شريك، بينما كانت نسبة 5.5% من الأسر لديها معيلون من الذكور دون وجود شريكة وكانت نسبة 22.8% من غير العائلات. تألفت نسبة 19.6% من أصل جميع الأسر من عدة أفراد يعيشون في نفس المنزل ونسبة 9.1% كانت تتألف من شخص يعيش بمفرده يبلغ من العمر 65 عاماً أو أكثر. وبلغ متوسط حجم الأسرة المعيشية 2.92، أما متوسط حجم العائلات فبلغ 3.28.
بلغ العمر الوسطي للسكان 34.8 عاماً. وكانت نسبة 28.9% من القاطنين تحت سن الثامنة عشر، وكانت نسبة 9.3% بين الثامنة عشر والرابعة والعشرين عاماً، ونسبة 31.3% كانت واقعةً في الفئة العمرية ما بين الخامسة والعشرين والرابعة والأربعين عاماً، ونسبة 18.1% كانت ما بين الخامسة والأربعين والرابعة والستين، ونسبة 12.3% كانت ضمن فئة الخامسة والستين عاماً فما فوق. وتوزع التركيب الجنسي للسكان بنسبة 47.2% ذكور و52.8% إناث.

## أعلام
- دالتون فريمان